# جون بيبي
جون بيبي هو لاعب هوكي الجليد كندي، ولد في 18 مايو 1957 في غريتر سودبوري في كندا.

## وصلات خارجية
- جون بيبي على موقع دوري الهوكي الوطني (الإنجليزية)
- جون بيبي على موقع قاعة مشاهير الهوكي (لاعب أن.إتش.أل) (الإنجليزية)
- جون بيبي على موقع EliteProspects.com (الإنجليزية)
- جون بيبي على موقع HockeyDB.com (الإنجليزية)
- جون بيبي على موقع Hockey-Reference.com (الإنجليزية)